# Versailles (film, 1967)
Pour les articles homonymes, voir Versailles (homonymie).
Pour plus de détails, voir Fiche technique et Distribution.
Versailles est un film documentaire français réalisé par Albert Lamorisse et sorti en 1967. 

## Synopsis
Le château de Versailles et son parc vus du ciel.

## Fiche technique
- Titre : Versailles
- Réalisation : Albert Lamorisse
- Scénario : Albert Lamorisse
- Commentaire de Roger Glachant et Jacques Degor
- Photographie : Henri Alekan
- Montage : Michèle Boëhm et Madeleine Gug[1]
- Production : Films Montsouris[2]
- Pays de production :  France
- Genre : documentaire
- Durée : 20 minutes
- Date de sortie : mai 1967

## Distinctions
- Mention spéciale de la Commission Supérieure Technique (ex-aequo) au Festival de Cannes 1967[3]
- Grand prix (Triglav d'Or) du IIe Festival international de films sportifs et touristiques de Kranj 1968[4]